# Instinct (série de televisão)
Instinct  (estilizado como INSTIИCT) é uma série de televisão estadunidense desenvolvido por Michael Rauch. Ela foi exibida pela CBS desde 18 de março de 2018. A série é baseada em Murder Games, de James Patterson. Em maio de 2018, a CBS renovou a série para uma segunda temporada.

## Enredo
Autor, professor universitário e ex-paramilitar da CIA Dr. Dylan Reinhart (Alan Cumming) é atraído de volta à sua antiga vida pelo detetive Elizabeth Needham (Bojana Novakovic), de Nova York, quando ela precisa de sua ajuda para impedir que um assassino em série use Reinhart. livro como inspiração para assassinatos.

## Elenco

### Elenco principal
- Alan Cumming como Dr. Dylan Reinhart
- Bojana Novakovic como Elizabeth "Lizzie" Needham
- Daniel Ings como Andrew "Andy" Wilson
- Naveen Andrews como Julian Cousins
- Sharon Leal como Jasmine Gooden

### Elenco recorrente
- Whoopi Goldberg como Joan Ross
- Andrew Polk como Doug
- John Mainieri como Jimmy Marino
- Michael B. Silver como Kanter Harris
- Danny Mastrogiorgio como Anthony Fucci
- Alejandro Hernandez como Rafael Sosa
- Stephen Rider como Zack Clark